# Dominique Fernandez
Dominique Fernandez (ur. 25 sierpnia 1929 w Neuilly-sur-Seine) – pisarz, prozaik, eseista i podróżnik francuski, a także od 8 marca 2007 członek Akademii Francuskiej.